# La Flèche Wallonne 2024
La Flèche Wallonne 2024 – 88. edycja wyścigu kolarskiego La Flèche Wallonne, która odbyła się 17 kwietnia 2024 na liczącej ponad 198 kilometrów trasie rozpoczynającej się w Charleroi, a kończącej na podjeździe Mur de Huy. Impreza kategorii 1.UWT była częścią UCI World Tour 2024.

## Uczestnicy

### Drużyny
| WorldTeams (18)- Arkéa-B&B Hotels - Alpecin-Deceuninck - Astana Qazaqstan Team - Bahrain Victorious - Bora-Hansgrohe - Cofidis - Decathlon-AG2R La Mondiale - EF Education-EasyPost - Groupama-FDJ - Ineos Grenadiers - Intermarché-Wanty - Lidl-Trek - Movistar Team - Soudal Quick-Step - Team dsm-firmenich PostNL - Team Jayco AlUla - Team Visma \| Lease a Bike - UAE Team Emirates ProTeams (7)- Bingoal WB - Euskaltel-Euskadi - Israel-Premier Tech - Lotto Dstny - Q36.5 Pro Cycling Team - TotalEnergies - Uno-X Mobility |
| |

### Lista startowa
| UAE Team Emirates UAD | UAE Team Emirates UAD      | UAE Team Emirates UAD |
| --------------------- | -------------------------- | --------------------- |
| Nr                    | Kolarz                     | Miejsce               |
| 1                     | Marc Hirschi (SUI) (szosa) | DNF                   |
| 2                     | Juan Ayuso (ESP)           | DNF                   |
| 3                     | Finn Fisher-Black (NZL)    | DNF                   |
| 4                     | João Almeida (POR)         | DNF                   |
| 5                     | Brandon McNulty (USA)      | DNF                   |
| 6                     | Domen Novak (SLO)          | DNF                   |
| 7                     | Diego Ulissi (ITA)         | DNF                   |

| Lidl-Trek LTK | Lidl-Trek LTK                   | Lidl-Trek LTK |
| ------------- | ------------------------------- | ------------- |
| Nr            | Kolarz                          | Miejsce       |
| 11            | Mattias Skjelmose (DEN) (szosa) | DNF           |
| 12            | Andrea Bagioli (ITA)            | DNF           |
| 13            | Julien Bernard (FRA)            | DNF           |
| 14            | Patrick Konrad (AUT)            | DNF           |
| 15            | Bauke Mollema (NED)             | 35.           |
| 16            | Sam Oomen (NED)                 | DNF           |
| 17            | Toms Skujiņš (LAT)              | 12.           |

| Soudal Quick-Step SOQ | Soudal Quick-Step SOQ   | Soudal Quick-Step SOQ |
| --------------------- | ----------------------- | --------------------- |
| Nr                    | Kolarz                  | Miejsce               |
| 21                    | Mauri Vansevenant (BEL) | DNF                   |
| 22                    | Antoine Huby (FRA)      | DNF                   |
| 23                    | James Knox (GBR)        | DNF                   |
| 24                    | Pepijn Reinderink (NED) | DNF                   |
| 25                    | Pieter Serry (BEL)      | DNF                   |
| 26                    | Ilan Van Wilder (BEL)   | 16.                   |
| 27                    | Louis Vervaeke (BEL)    | DNF                   |

| Israel-Premier Tech IPT | Israel-Premier Tech IPT | Israel-Premier Tech IPT |
| ----------------------- | ----------------------- | ----------------------- |
| Nr                      | Kolarz                  | Miejsce                 |
| 31                      | Dylan Teuns (BEL)       | DNF                     |
| 32                      | George Bennett (NZL)    | DNF                     |
| 33                      | Simon Clarke (AUS)      | DNF                     |
| 34                      | Jakob Fuglsang (DEN)    | DNF                     |
| 35                      | Nick Schultz (AUS)      | DNF                     |
| 36                      | Jake Stewart (GBR)      | DNF                     |
| 37                      | Stephen Williams (GBR)  | 1.                      |

| Cofidis COF | Cofidis COF            | Cofidis COF |
| ----------- | ---------------------- | ----------- |
| Nr          | Kolarz                 | Miejsce     |
| 41          | Ion Izagirre (ESP)     | DNF         |
| 42          | Rubén Fernández (ESP)  | DNF         |
| 43          | Ben Hermans (BEL)      | DNF         |
| 44          | Jesús Herrada (ESP)    | DNF         |
| 45          | Gorka Izagirre (ESP)   | DNF         |
| 46          | Guillaume Martin (FRA) | 10.         |
| 47          | Anthony Perez (FRA)    | DNF         |

| Team Visma \| Lease a Bike TVL | Team Visma \| Lease a Bike TVL | Team Visma \| Lease a Bike TVL |
| ------------------------------ | ------------------------------ | ------------------------------ |
| Nr                             | Kolarz                         | Miejsce                        |
| 51                             | Tiesj Benoot (BEL)             | 9.                             |
| 52                             | Johannes Staune-Mittet (NOR)   | 27.                            |
| 53                             | Milan Vader (NED)              | DNF                            |
| 54                             | Loe van Belle (NED)            | DNF                            |
| 55                             | Tosh Van der Sande (BEL)       | DNF                            |
| 56                             | Tim van Dijke (NED)            | 20.                            |
| 57                             | Julien Vermote (BEL)           | DNF                            |

| Lotto Dstny LTD | Lotto Dstny LTD        | Lotto Dstny LTD |
| --------------- | ---------------------- | --------------- |
| Nr              | Kolarz                 | Miejsce         |
| 61              | Maxim Van Gils (BEL)   | 3.              |
| 62              | Jenno Berckmoes (BEL)  | DNF             |
| 63              | Logan Currie (NZL)     | DNF             |
| 64              | Jarrad Drizners (AUS)  | DNF             |
| 65              | Andreas Kron (DEN)     | 41.             |
| 66              | Sylvain Moniquet (BEL) | DNF             |
| 67              | Jonas Gregaard (DEN)   | DNF             |

| Team dsm-firmenich PostNL DFP | Team dsm-firmenich PostNL DFP | Team dsm-firmenich PostNL DFP |
| ----------------------------- | ----------------------------- | ----------------------------- |
| Nr                            | Kolarz                        | Miejsce                       |
| 71                            | Kevin Vermaerke (USA)         | DNF                           |
| 72                            | Matthew Dinham (AUS)          | DNF                           |
| 73                            | Patrick Eddy (AUS)            | DNF                           |
| 74                            | Enzo Leijnse (NED)            | 21.                           |
| 75                            | Tim Naberman (NED)            | DNF                           |
| 76                            | Martijn Tusveld (NED)         | DNF                           |
| 77                            | Frank van den Broek (NED)     | DNF                           |

| Arkéa-B&B Hotels ARK | Arkéa-B&B Hotels ARK      | Arkéa-B&B Hotels ARK |
| -------------------- | ------------------------- | -------------------- |
| Nr                   | Kolarz                    | Miejsce              |
| 81                   | Kévin Vauquelin (FRA)     | 2.                   |
| 82                   | Louis Barré (FRA)         | DNF                  |
| 83                   | Clément Champoussin (FRA) | 11.                  |
| 84                   | Ewen Costiou (FRA)        | DNF                  |
| 85                   | Anthony Delaplace (FRA)   | DNF                  |
| 86                   | Simon Guglielmi (FRA)     | DNF                  |
| 87                   | Laurens Huys (BEL)        | DNF                  |

| Movistar Team MOV | Movistar Team MOV          | Movistar Team MOV |
| ----------------- | -------------------------- | ----------------- |
| Nr                | Kolarz                     | Miejsce           |
| 91                | Oier Lazkano (ESP) (szosa) | DNF               |
| 92                | Alex Aranburu (ESP)        | DNF               |
| 93                | Jorge Arcas (ESP)          | DNF               |
| 94                | Carlos Canal (ESP)         | 38.               |
| 95                | Davide Formolo (ITA)       | 24.               |
| 96                | Iván García Cortina (ESP)  | DNF               |
| 97                | Iván Romeo (ESP)           | DNF               |

| Bahrain Victorious TBV | Bahrain Victorious TBV  | Bahrain Victorious TBV |
| ---------------------- | ----------------------- | ---------------------- |
| Nr                     | Kolarz                  | Miejsce                |
| 101                    | Pello Bilbao (ESP)      | DNF                    |
| 102                    | Yukiya Arashiro (JPN)   | DNF                    |
| 103                    | Santiago Buitrago (COL) | 5.                     |
| 104                    | Nicolo Buratti (ITA)    | DNF                    |
| 105                    | Fran Miholjević (CRO)   | DNF                    |
| 106                    | Łukasz Wiśniowski (POL) | DNF                    |
| 107                    | Edoardo Zambanini (ITA) | DNF                    |

| Uno-X Mobility UXM | Uno-X Mobility UXM               | Uno-X Mobility UXM |
| ------------------ | -------------------------------- | ------------------ |
| Nr                 | Kolarz                           | Miejsce            |
| 111                | Tobias Halland Johannessen (NOR) | 6.                 |
| 112                | Martin Urianstad (NOR)           | 43.                |
| 113                | Odd Christian Eiking (NOR)       | 17.                |
| 114                | Markus Hoelgaard (NOR)           | 30.                |
| 115                | Ådne Holter (NOR)                | 31.                |
| 116                | Anders Skaarseth (NOR)           | 23.                |
| 117                | Andreas Leknessund (NOR)         | 36.                |

| Ineos Grenadiers IGD | Ineos Grenadiers IGD     | Ineos Grenadiers IGD |
| -------------------- | ------------------------ | -------------------- |
| Nr                   | Kolarz                   | Miejsce              |
| 121                  | Thomas Pidcock (GBR)     | DNF                  |
| 122                  | Laurens De Plus (BEL)    | DNF                  |
| 123                  | Omar Fraile (ESP)        | DNF                  |
| 124                  | Ethan Hayter (GBR)       | DNF                  |
| 125                  | Michał Kwiatkowski (POL) | DNF                  |
| 126                  | Brandon Rivera (COL)     | DNF                  |
| 127                  | Cameron Wurf (AUS)       | DNF                  |

| Alpecin-Deceuninck ADC | Alpecin-Deceuninck ADC     | Alpecin-Deceuninck ADC |
| ---------------------- | -------------------------- | ---------------------- |
| Nr                     | Kolarz                     | Miejsce                |
| 131                    | Axel Laurance (FRA)        | 18.                    |
| 132                    | Quinten Hermans (BEL)      | 19.                    |
| 133                    | Juri Hollmann (GER)        | DNF                    |
| 134                    | Søren Kragh Andersen (DEN) | 37.                    |
| 135                    | Xandro Meurisse (BEL)      | DNF                    |
| 136                    | Luca Vergallito (ITA)      | 44.                    |
| 137                    | Stan Van Tricht (BEL)      | DNF                    |

| EF Education-EasyPost EFE | EF Education-EasyPost EFE   | EF Education-EasyPost EFE |
| ------------------------- | --------------------------- | ------------------------- |
| Nr                        | Kolarz                      | Miejsce                   |
| 141                       | Richard Carapaz (ECU)       | 13.                       |
| 142                       | Owain Doull (GBR)           | DNF                       |
| 143                       | Ben Healy (IRL) (szosa)     | 34.                       |
| 144                       | Mikkel Frølich Honoré (DEN) | DNF                       |
| 145                       | Archie Ryan (IRL)           | DNF                       |
| 146                       | James Shaw (GBR)            | DNF                       |
| 147                       | Harry Sweeny (AUS)          | DNF                       |

| Team Jayco AlUla JAY | Team Jayco AlUla JAY   | Team Jayco AlUla JAY |
| -------------------- | ---------------------- | -------------------- |
| Nr                   | Kolarz                 | Miejsce              |
| 151                  | Michael Matthews (AUS) | DNF                  |
| 152                  | Lawson Craddock (USA)  | DNF                  |
| 153                  | Davide De Pretto (ITA) | DNF                  |
| 154                  | Luke Durbridge (AUS)   | DNF                  |
| 155                  | Anders Foldager (DEN)  | DNF                  |
| 156                  | Jan Maas (NED)         | DNF                  |
| 157                  | Mauro Schmid (SUI)     | DNF                  |

| Groupama-FDJ GFC | Groupama-FDJ GFC               | Groupama-FDJ GFC |
| ---------------- | ------------------------------ | ---------------- |
| Nr               | Kolarz                         | Miejsce          |
| 161              | David Gaudu (FRA)              | DNF              |
| 162              | Lorenzo Germani (ITA)          | 40.              |
| 163              | Romain Grégoire (FRA)          | 7.               |
| 164              | Valentin Madouas (FRA) (szosa) | 15.              |
| 165              | Quentin Pacher (FRA)           | DNF              |
| 166              | Rémy Rochas (FRA)              | DNF              |
| 167              | Clément Russo (FRA)            | DNF              |

| Intermarché-Wanty IWA | Intermarché-Wanty IWA     | Intermarché-Wanty IWA |
| --------------------- | ------------------------- | --------------------- |
| Nr                    | Kolarz                    | Miejsce               |
| 171                   | Francesco Busatto (ITA)   | DNF                   |
| 172                   | Baptiste Planckaert (BEL) | DNF                   |
| 173                   | Lilian Calmejane (FRA)    | DNF                   |
| 174                   | Kevin Colleoni (ITA)      | DNF                   |
| 175                   | Tom Paquot (BEL)          | DNF                   |
| 176                   | Lorenzo Rota (ITA)        | DNF                   |
| 177                   | Rein Taaramäe (EST)       | DNF                   |

| TotalEnergies TEN | TotalEnergies TEN        | TotalEnergies TEN |
| ----------------- | ------------------------ | ----------------- |
| Nr                | Kolarz                   | Miejsce           |
| 181               | Mathieu Burgaudeau (FRA) | DNF               |
| 182               | Fabien Doubey (FRA)      | 25.               |
| 183               | Fabien Grellier (FRA)    | DNF               |
| 184               | Alan Jousseaume (FRA)    | DNF               |
| 185               | Jordan Jegat (FRA)       | 14.               |
| 186               | Alexis Vuillermoz (FRA)  | DNF               |
| 187               | Mattéo Vercher (FRA)     | DNF               |

| Decathlon-AG2R La Mondiale DAT | Decathlon-AG2R La Mondiale DAT | Decathlon-AG2R La Mondiale DAT |
| ------------------------------ | ------------------------------ | ------------------------------ |
| Nr                             | Kolarz                         | Miejsce                        |
| 191                            | Benoît Cosnefroy (FRA)         | 4.                             |
| 192                            | Bruno Armirail (FRA)           | 22.                            |
| 193                            | Dorian Godon (FRA)             | 8.                             |
| 194                            | Jordan Labrosse (FRA)          | DNF                            |
| 195                            | Paul Lapeira (FRA)             | DNF                            |
| 196                            | Nicolas Prodhomme (FRA)        | 32.                            |
| 197                            | Valentin Retailleau (FRA)      | DNF                            |

| Astana Qazaqstan Team AST | Astana Qazaqstan Team AST    | Astana Qazaqstan Team AST |
| ------------------------- | ---------------------------- | ------------------------- |
| Nr                        | Kolarz                       | Miejsce                   |
| 201                       | Simone Velasco (ITA) (szosa) | DNF                       |
| 202                       | Samuele Battistella (ITA)    | DNF                       |
| 203                       | Anthon Charmig (DEN)         | 42.                       |
| 204                       | Igor Czżan (KAZ)             | DNF                       |
| 205                       | Jewgienij Fiodorow (KAZ)     | DNF                       |
| 206                       | Christian Scaroni (ITA)      | DNF                       |
| 207                       | Santiago Umba (COL)          | DNF                       |

| Bora-Hansgrohe BOH | Bora-Hansgrohe BOH     | Bora-Hansgrohe BOH |
| ------------------ | ---------------------- | ------------------ |
| Nr                 | Kolarz                 | Miejsce            |
| 211                | Aleksandr Własow       | DNF                |
| 212                | Roger Adrià (ESP)      | 26.                |
| 213                | Giovanni Aleotti (ITA) | DNF                |
| 214                | Alexander Hajek (AUT)  | DNF                |
| 215                | Bob Jungels (LUX)      | DNF                |
| 216                | Matteo Sobrero (ITA)   | DNF                |
| 217                | Frederik Wandahl (DEN) | DNF                |

| Q36.5 Pro Cycling Team Q36 | Q36.5 Pro Cycling Team Q36 | Q36.5 Pro Cycling Team Q36 |
| -------------------------- | -------------------------- | -------------------------- |
| Nr                         | Kolarz                     | Miejsce                    |
| 221                        | Gianluca Brambilla (ITA)   | DNF                        |
| 222                        | Walter Calzoni (ITA)       | DNF                        |
| 223                        | Mark Donovan (GBR)         | DNF                        |
| 224                        | Alessandro Fancellu (ITA)  | DNF                        |
| 225                        | Damien Howson (AUS)        | 29.                        |
| 226                        | Joseph Rosskopf (USA)      | DNF                        |
| 227                        | James Whelan (AUS)         | DNF                        |

| Bingoal WB BWB | Bingoal WB BWB            | Bingoal WB BWB |
| -------------- | ------------------------- | -------------- |
| Nr             | Kolarz                    | Miejsce        |
| 231            | Floris De Tier (BEL)      | DNF            |
| 232            | Louka Matthys (BEL)       | DNF            |
| 233            | Johan Meens (BEL)         | 39.            |
| 234            | Luca Van Boven (BEL)      | 28.            |
| 235            | Aaron Van der Beken (BEL) | DNF            |
| 236            | Giacomo Villa (ITA)       | DNF            |
| 237            | Loïc Vliegen (BEL)        | DNF            |

| Euskaltel-Euskadi EUS | Euskaltel-Euskadi EUS    | Euskaltel-Euskadi EUS |
| --------------------- | ------------------------ | --------------------- |
| Nr                    | Kolarz                   | Miejsce               |
| 241                   | Gotzon Martín (ESP)      | DNF                   |
| 242                   | Xabier Berasategi (ESP)  | DNF                   |
| 243                   | Xabier Isasa (ESP)       | DNF                   |
| 244                   | Víctor de la Parte (ESP) | DNF                   |
| 245                   | James Fouché (NZL)       | 33.                   |
| 246                   | Txomin Juaristi (ESP)    | DNF                   |
| 247                   | Iker Mintegi (ESP)       | DNF                   |

| UAE Team Emirates UAD | UAE Team Emirates UAD      | UAE Team Emirates UAD |
| --------------------- | -------------------------- | --------------------- |
| Nr                    | Kolarz                     | Miejsce               |
| 1                     | Marc Hirschi (SUI) (szosa) | DNF                   |
| 2                     | Juan Ayuso (ESP)           | DNF                   |
| 3                     | Finn Fisher-Black (NZL)    | DNF                   |
| 4                     | João Almeida (POR)         | DNF                   |
| 5                     | Brandon McNulty (USA)      | DNF                   |
| 6                     | Domen Novak (SLO)          | DNF                   |
| 7                     | Diego Ulissi (ITA)         | DNF                   |

| Lidl-Trek LTK | Lidl-Trek LTK                   | Lidl-Trek LTK |
| ------------- | ------------------------------- | ------------- |
| Nr            | Kolarz                          | Miejsce       |
| 11            | Mattias Skjelmose (DEN) (szosa) | DNF           |
| 12            | Andrea Bagioli (ITA)            | DNF           |
| 13            | Julien Bernard (FRA)            | DNF           |
| 14            | Patrick Konrad (AUT)            | DNF           |
| 15            | Bauke Mollema (NED)             | 35.           |
| 16            | Sam Oomen (NED)                 | DNF           |
| 17            | Toms Skujiņš (LAT)              | 12.           |

| Soudal Quick-Step SOQ | Soudal Quick-Step SOQ   | Soudal Quick-Step SOQ |
| --------------------- | ----------------------- | --------------------- |
| Nr                    | Kolarz                  | Miejsce               |
| 21                    | Mauri Vansevenant (BEL) | DNF                   |
| 22                    | Antoine Huby (FRA)      | DNF                   |
| 23                    | James Knox (GBR)        | DNF                   |
| 24                    | Pepijn Reinderink (NED) | DNF                   |
| 25                    | Pieter Serry (BEL)      | DNF                   |
| 26                    | Ilan Van Wilder (BEL)   | 16.                   |
| 27                    | Louis Vervaeke (BEL)    | DNF                   |

| Israel-Premier Tech IPT | Israel-Premier Tech IPT | Israel-Premier Tech IPT |
| ----------------------- | ----------------------- | ----------------------- |
| Nr                      | Kolarz                  | Miejsce                 |
| 31                      | Dylan Teuns (BEL)       | DNF                     |
| 32                      | George Bennett (NZL)    | DNF                     |
| 33                      | Simon Clarke (AUS)      | DNF                     |
| 34                      | Jakob Fuglsang (DEN)    | DNF                     |
| 35                      | Nick Schultz (AUS)      | DNF                     |
| 36                      | Jake Stewart (GBR)      | DNF                     |
| 37                      | Stephen Williams (GBR)  | 1.                      |

| Cofidis COF | Cofidis COF            | Cofidis COF |
| ----------- | ---------------------- | ----------- |
| Nr          | Kolarz                 | Miejsce     |
| 41          | Ion Izagirre (ESP)     | DNF         |
| 42          | Rubén Fernández (ESP)  | DNF         |
| 43          | Ben Hermans (BEL)      | DNF         |
| 44          | Jesús Herrada (ESP)    | DNF         |
| 45          | Gorka Izagirre (ESP)   | DNF         |
| 46          | Guillaume Martin (FRA) | 10.         |
| 47          | Anthony Perez (FRA)    | DNF         |

| Team Visma \| Lease a Bike TVL | Team Visma \| Lease a Bike TVL | Team Visma \| Lease a Bike TVL |
| ------------------------------ | ------------------------------ | ------------------------------ |
| Nr                             | Kolarz                         | Miejsce                        |
| 51                             | Tiesj Benoot (BEL)             | 9.                             |
| 52                             | Johannes Staune-Mittet (NOR)   | 27.                            |
| 53                             | Milan Vader (NED)              | DNF                            |
| 54                             | Loe van Belle (NED)            | DNF                            |
| 55                             | Tosh Van der Sande (BEL)       | DNF                            |
| 56                             | Tim van Dijke (NED)            | 20.                            |
| 57                             | Julien Vermote (BEL)           | DNF                            |

| Lotto Dstny LTD | Lotto Dstny LTD        | Lotto Dstny LTD |
| --------------- | ---------------------- | --------------- |
| Nr              | Kolarz                 | Miejsce         |
| 61              | Maxim Van Gils (BEL)   | 3.              |
| 62              | Jenno Berckmoes (BEL)  | DNF             |
| 63              | Logan Currie (NZL)     | DNF             |
| 64              | Jarrad Drizners (AUS)  | DNF             |
| 65              | Andreas Kron (DEN)     | 41.             |
| 66              | Sylvain Moniquet (BEL) | DNF             |
| 67              | Jonas Gregaard (DEN)   | DNF             |

| Team dsm-firmenich PostNL DFP | Team dsm-firmenich PostNL DFP | Team dsm-firmenich PostNL DFP |
| ----------------------------- | ----------------------------- | ----------------------------- |
| Nr                            | Kolarz                        | Miejsce                       |
| 71                            | Kevin Vermaerke (USA)         | DNF                           |
| 72                            | Matthew Dinham (AUS)          | DNF                           |
| 73                            | Patrick Eddy (AUS)            | DNF                           |
| 74                            | Enzo Leijnse (NED)            | 21.                           |
| 75                            | Tim Naberman (NED)            | DNF                           |
| 76                            | Martijn Tusveld (NED)         | DNF                           |
| 77                            | Frank van den Broek (NED)     | DNF                           |

| Arkéa-B&B Hotels ARK | Arkéa-B&B Hotels ARK      | Arkéa-B&B Hotels ARK |
| -------------------- | ------------------------- | -------------------- |
| Nr                   | Kolarz                    | Miejsce              |
| 81                   | Kévin Vauquelin (FRA)     | 2.                   |
| 82                   | Louis Barré (FRA)         | DNF                  |
| 83                   | Clément Champoussin (FRA) | 11.                  |
| 84                   | Ewen Costiou (FRA)        | DNF                  |
| 85                   | Anthony Delaplace (FRA)   | DNF                  |
| 86                   | Simon Guglielmi (FRA)     | DNF                  |
| 87                   | Laurens Huys (BEL)        | DNF                  |

| Movistar Team MOV | Movistar Team MOV          | Movistar Team MOV |
| ----------------- | -------------------------- | ----------------- |
| Nr                | Kolarz                     | Miejsce           |
| 91                | Oier Lazkano (ESP) (szosa) | DNF               |
| 92                | Alex Aranburu (ESP)        | DNF               |
| 93                | Jorge Arcas (ESP)          | DNF               |
| 94                | Carlos Canal (ESP)         | 38.               |
| 95                | Davide Formolo (ITA)       | 24.               |
| 96                | Iván García Cortina (ESP)  | DNF               |
| 97                | Iván Romeo (ESP)           | DNF               |

| Bahrain Victorious TBV | Bahrain Victorious TBV  | Bahrain Victorious TBV |
| ---------------------- | ----------------------- | ---------------------- |
| Nr                     | Kolarz                  | Miejsce                |
| 101                    | Pello Bilbao (ESP)      | DNF                    |
| 102                    | Yukiya Arashiro (JPN)   | DNF                    |
| 103                    | Santiago Buitrago (COL) | 5.                     |
| 104                    | Nicolo Buratti (ITA)    | DNF                    |
| 105                    | Fran Miholjević (CRO)   | DNF                    |
| 106                    | Łukasz Wiśniowski (POL) | DNF                    |
| 107                    | Edoardo Zambanini (ITA) | DNF                    |

| Uno-X Mobility UXM | Uno-X Mobility UXM               | Uno-X Mobility UXM |
| ------------------ | -------------------------------- | ------------------ |
| Nr                 | Kolarz                           | Miejsce            |
| 111                | Tobias Halland Johannessen (NOR) | 6.                 |
| 112                | Martin Urianstad (NOR)           | 43.                |
| 113                | Odd Christian Eiking (NOR)       | 17.                |
| 114                | Markus Hoelgaard (NOR)           | 30.                |
| 115                | Ådne Holter (NOR)                | 31.                |
| 116                | Anders Skaarseth (NOR)           | 23.                |
| 117                | Andreas Leknessund (NOR)         | 36.                |

| Ineos Grenadiers IGD | Ineos Grenadiers IGD     | Ineos Grenadiers IGD |
| -------------------- | ------------------------ | -------------------- |
| Nr                   | Kolarz                   | Miejsce              |
| 121                  | Thomas Pidcock (GBR)     | DNF                  |
| 122                  | Laurens De Plus (BEL)    | DNF                  |
| 123                  | Omar Fraile (ESP)        | DNF                  |
| 124                  | Ethan Hayter (GBR)       | DNF                  |
| 125                  | Michał Kwiatkowski (POL) | DNF                  |
| 126                  | Brandon Rivera (COL)     | DNF                  |
| 127                  | Cameron Wurf (AUS)       | DNF                  |

| Alpecin-Deceuninck ADC | Alpecin-Deceuninck ADC     | Alpecin-Deceuninck ADC |
| ---------------------- | -------------------------- | ---------------------- |
| Nr                     | Kolarz                     | Miejsce                |
| 131                    | Axel Laurance (FRA)        | 18.                    |
| 132                    | Quinten Hermans (BEL)      | 19.                    |
| 133                    | Juri Hollmann (GER)        | DNF                    |
| 134                    | Søren Kragh Andersen (DEN) | 37.                    |
| 135                    | Xandro Meurisse (BEL)      | DNF                    |
| 136                    | Luca Vergallito (ITA)      | 44.                    |
| 137                    | Stan Van Tricht (BEL)      | DNF                    |

| EF Education-EasyPost EFE | EF Education-EasyPost EFE   | EF Education-EasyPost EFE |
| ------------------------- | --------------------------- | ------------------------- |
| Nr                        | Kolarz                      | Miejsce                   |
| 141                       | Richard Carapaz (ECU)       | 13.                       |
| 142                       | Owain Doull (GBR)           | DNF                       |
| 143                       | Ben Healy (IRL) (szosa)     | 34.                       |
| 144                       | Mikkel Frølich Honoré (DEN) | DNF                       |
| 145                       | Archie Ryan (IRL)           | DNF                       |
| 146                       | James Shaw (GBR)            | DNF                       |
| 147                       | Harry Sweeny (AUS)          | DNF                       |

| Team Jayco AlUla JAY | Team Jayco AlUla JAY   | Team Jayco AlUla JAY |
| -------------------- | ---------------------- | -------------------- |
| Nr                   | Kolarz                 | Miejsce              |
| 151                  | Michael Matthews (AUS) | DNF                  |
| 152                  | Lawson Craddock (USA)  | DNF                  |
| 153                  | Davide De Pretto (ITA) | DNF                  |
| 154                  | Luke Durbridge (AUS)   | DNF                  |
| 155                  | Anders Foldager (DEN)  | DNF                  |
| 156                  | Jan Maas (NED)         | DNF                  |
| 157                  | Mauro Schmid (SUI)     | DNF                  |

| Groupama-FDJ GFC | Groupama-FDJ GFC               | Groupama-FDJ GFC |
| ---------------- | ------------------------------ | ---------------- |
| Nr               | Kolarz                         | Miejsce          |
| 161              | David Gaudu (FRA)              | DNF              |
| 162              | Lorenzo Germani (ITA)          | 40.              |
| 163              | Romain Grégoire (FRA)          | 7.               |
| 164              | Valentin Madouas (FRA) (szosa) | 15.              |
| 165              | Quentin Pacher (FRA)           | DNF              |
| 166              | Rémy Rochas (FRA)              | DNF              |
| 167              | Clément Russo (FRA)            | DNF              |

| Intermarché-Wanty IWA | Intermarché-Wanty IWA     | Intermarché-Wanty IWA |
| --------------------- | ------------------------- | --------------------- |
| Nr                    | Kolarz                    | Miejsce               |
| 171                   | Francesco Busatto (ITA)   | DNF                   |
| 172                   | Baptiste Planckaert (BEL) | DNF                   |
| 173                   | Lilian Calmejane (FRA)    | DNF                   |
| 174                   | Kevin Colleoni (ITA)      | DNF                   |
| 175                   | Tom Paquot (BEL)          | DNF                   |
| 176                   | Lorenzo Rota (ITA)        | DNF                   |
| 177                   | Rein Taaramäe (EST)       | DNF                   |

| TotalEnergies TEN | TotalEnergies TEN        | TotalEnergies TEN |
| ----------------- | ------------------------ | ----------------- |
| Nr                | Kolarz                   | Miejsce           |
| 181               | Mathieu Burgaudeau (FRA) | DNF               |
| 182               | Fabien Doubey (FRA)      | 25.               |
| 183               | Fabien Grellier (FRA)    | DNF               |
| 184               | Alan Jousseaume (FRA)    | DNF               |
| 185               | Jordan Jegat (FRA)       | 14.               |
| 186               | Alexis Vuillermoz (FRA)  | DNF               |
| 187               | Mattéo Vercher (FRA)     | DNF               |

| Decathlon-AG2R La Mondiale DAT | Decathlon-AG2R La Mondiale DAT | Decathlon-AG2R La Mondiale DAT |
| ------------------------------ | ------------------------------ | ------------------------------ |
| Nr                             | Kolarz                         | Miejsce                        |
| 191                            | Benoît Cosnefroy (FRA)         | 4.                             |
| 192                            | Bruno Armirail (FRA)           | 22.                            |
| 193                            | Dorian Godon (FRA)             | 8.                             |
| 194                            | Jordan Labrosse (FRA)          | DNF                            |
| 195                            | Paul Lapeira (FRA)             | DNF                            |
| 196                            | Nicolas Prodhomme (FRA)        | 32.                            |
| 197                            | Valentin Retailleau (FRA)      | DNF                            |

| Astana Qazaqstan Team AST | Astana Qazaqstan Team AST    | Astana Qazaqstan Team AST |
| ------------------------- | ---------------------------- | ------------------------- |
| Nr                        | Kolarz                       | Miejsce                   |
| 201                       | Simone Velasco (ITA) (szosa) | DNF                       |
| 202                       | Samuele Battistella (ITA)    | DNF                       |
| 203                       | Anthon Charmig (DEN)         | 42.                       |
| 204                       | Igor Czżan (KAZ)             | DNF                       |
| 205                       | Jewgienij Fiodorow (KAZ)     | DNF                       |
| 206                       | Christian Scaroni (ITA)      | DNF                       |
| 207                       | Santiago Umba (COL)          | DNF                       |

| Bora-Hansgrohe BOH | Bora-Hansgrohe BOH     | Bora-Hansgrohe BOH |
| ------------------ | ---------------------- | ------------------ |
| Nr                 | Kolarz                 | Miejsce            |
| 211                | Aleksandr Własow       | DNF                |
| 212                | Roger Adrià (ESP)      | 26.                |
| 213                | Giovanni Aleotti (ITA) | DNF                |
| 214                | Alexander Hajek (AUT)  | DNF                |
| 215                | Bob Jungels (LUX)      | DNF                |
| 216                | Matteo Sobrero (ITA)   | DNF                |
| 217                | Frederik Wandahl (DEN) | DNF                |

| Q36.5 Pro Cycling Team Q36 | Q36.5 Pro Cycling Team Q36 | Q36.5 Pro Cycling Team Q36 |
| -------------------------- | -------------------------- | -------------------------- |
| Nr                         | Kolarz                     | Miejsce                    |
| 221                        | Gianluca Brambilla (ITA)   | DNF                        |
| 222                        | Walter Calzoni (ITA)       | DNF                        |
| 223                        | Mark Donovan (GBR)         | DNF                        |
| 224                        | Alessandro Fancellu (ITA)  | DNF                        |
| 225                        | Damien Howson (AUS)        | 29.                        |
| 226                        | Joseph Rosskopf (USA)      | DNF                        |
| 227                        | James Whelan (AUS)         | DNF                        |

| Bingoal WB BWB | Bingoal WB BWB            | Bingoal WB BWB |
| -------------- | ------------------------- | -------------- |
| Nr             | Kolarz                    | Miejsce        |
| 231            | Floris De Tier (BEL)      | DNF            |
| 232            | Louka Matthys (BEL)       | DNF            |
| 233            | Johan Meens (BEL)         | 39.            |
| 234            | Luca Van Boven (BEL)      | 28.            |
| 235            | Aaron Van der Beken (BEL) | DNF            |
| 236            | Giacomo Villa (ITA)       | DNF            |
| 237            | Loïc Vliegen (BEL)        | DNF            |

| Euskaltel-Euskadi EUS | Euskaltel-Euskadi EUS    | Euskaltel-Euskadi EUS |
| --------------------- | ------------------------ | --------------------- |
| Nr                    | Kolarz                   | Miejsce               |
| 241                   | Gotzon Martín (ESP)      | DNF                   |
| 242                   | Xabier Berasategi (ESP)  | DNF                   |
| 243                   | Xabier Isasa (ESP)       | DNF                   |
| 244                   | Víctor de la Parte (ESP) | DNF                   |
| 245                   | James Fouché (NZL)       | 33.                   |
| 246                   | Txomin Juaristi (ESP)    | DNF                   |
| 247                   | Iker Mintegi (ESP)       | DNF                   |

Legenda: DNF – nie ukończył, OTL – przekroczył limit czasu, DNS – nie wystartował, DSQ – zdyskwalifikowany.

## Klasyfikacja generalna
| \| Klasyfikacja generalna \| Klasyfikacja generalna \| Klasyfikacja generalna \| Klasyfikacja generalna \| Klasyfikacja generalna \| \| Kolarz \| Kolarz \| Państwo \| Drużyna \| Czas \| \| ---------------------- \| -------------------------- \| ---------------------- \| -------------------------- \| ---------------------- \| \| 1. \| Stephen Williams \| Wielka Brytania \| Israel-Premier Tech \| 4h 40' 24" \| \| 2. \| Kévin Vauquelin \| Francja \| Arkéa-B&B Hotels \| + 0" \| \| 3. \| Maxim Van Gils \| Belgia \| Lotto Dstny \| + 3" \| \| 4. \| Benoît Cosnefroy \| Francja \| Decathlon-AG2R La Mondiale \| + 3" \| \| 5. \| Santiago Buitrago \| Kolumbia \| Bahrain Victorious \| + 3" \| \| 6. \| Tobias Halland Johannessen \| Norwegia \| Uno-X Mobility \| + 10" \| \| 7. \| Romain Grégoire \| Francja \| Groupama-FDJ \| + 10" \| \| 8. \| Dorian Godon \| Francja \| Decathlon-AG2R La Mondiale \| + 10" \| \| 9. \| Tiesj Benoot \| Belgia \| Team Visma \\| Lease a Bike \| + 10" \| \| 10. \| Guillaume Martin \| Francja \| Cofidis \| + 10" \| |                            |                 |                            |            |
| |                            |                 |                            |            |
| Źródło: ProCyclingStats |                            |                 |                            |            |
| Klasyfikacja generalna |                            |                 |                            |            |
| Kolarz | Kolarz                     | Państwo         | Drużyna                    | Czas       |
| 1. | Stephen Williams           | Wielka Brytania | Israel-Premier Tech        | 4h 40' 24" |
| 2. | Kévin Vauquelin            | Francja         | Arkéa-B&B Hotels           | + 0"       |
| 3. | Maxim Van Gils             | Belgia          | Lotto Dstny                | + 3"       |
| 4. | Benoît Cosnefroy           | Francja         | Decathlon-AG2R La Mondiale | + 3"       |
| 5. | Santiago Buitrago          | Kolumbia        | Bahrain Victorious         | + 3"       |
| 6. | Tobias Halland Johannessen | Norwegia        | Uno-X Mobility             | + 10"      |
| 7. | Romain Grégoire            | Francja         | Groupama-FDJ               | + 10"      |
| 8. | Dorian Godon               | Francja         | Decathlon-AG2R La Mondiale | + 10"      |
| 9. | Tiesj Benoot               | Belgia          | Team Visma \| Lease a Bike | + 10"      |
| 10. | Guillaume Martin           | Francja         | Cofidis                    | + 10"      |